# Пам'ятник Дем'янові Коротченку
Па́м'ятник Дем'я́нові Коро́тченку — колишній пам'ятник українському радянському державному і партійному діячеві, голові Ради Народних Комісарів УРСР Дем'яну Сергійовичу Коротченку, що знаходився у Шевченківському районі Києва, біля входу до парку «Нивки», поруч зі станцією метро «Берестейська».
Загальна висота пам'ятника становила 5,2 м, постаменту — 3 м.

## Історія

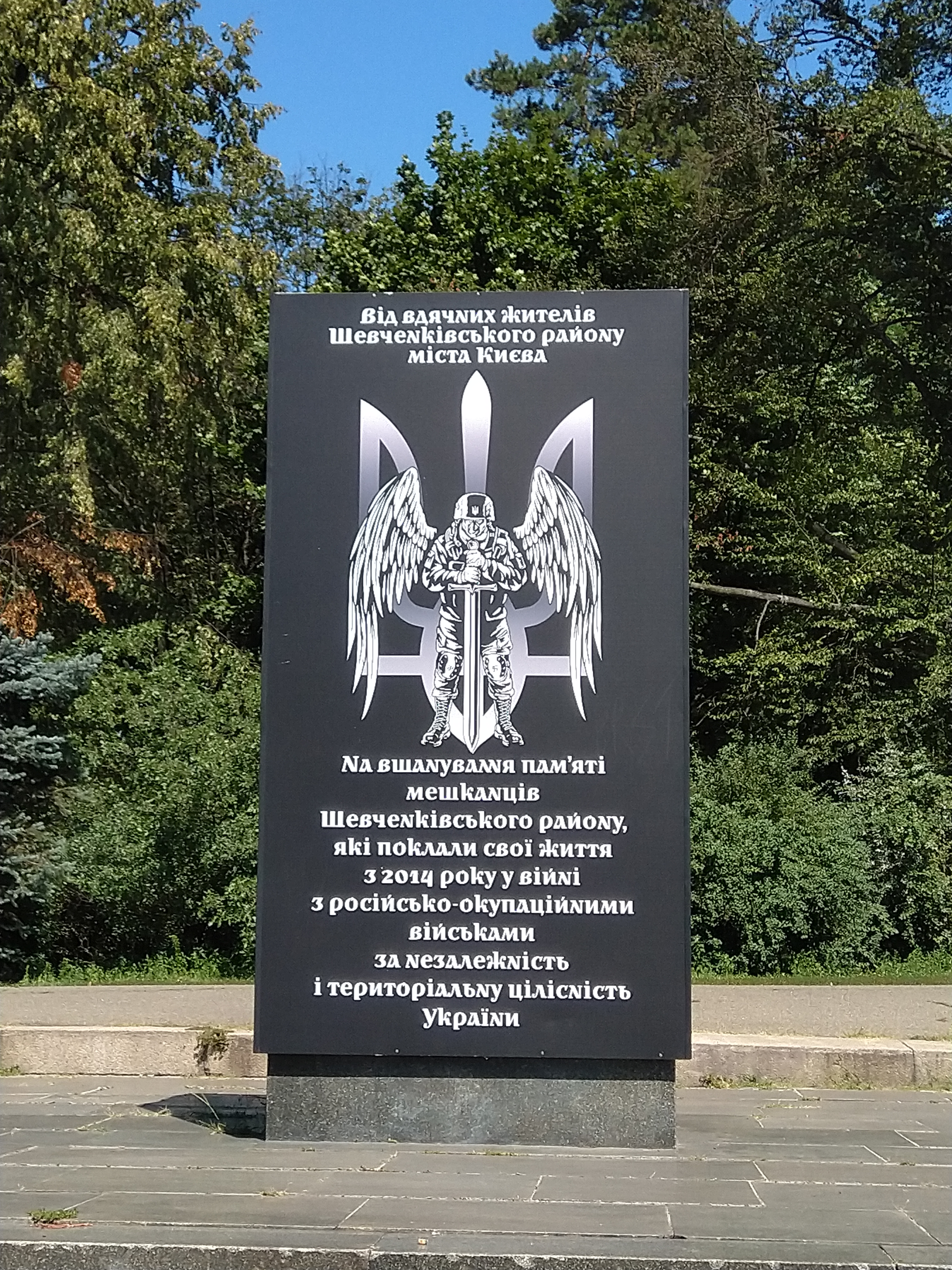
Меморіал пам'яті мешканців Шевченківського району, які поклали свої життя під час російсько-української війни, встановлений на місці пам'ятника Дем'янові Коротченку

Встановлений радянською владою у 1974 році.
Знесений 27 травня 2015 року у рамках Ленінопаду. 13 жовтня 2019 року на його місці активістами та ветеранами було встановлено меморіал мешканцям Шевченківського району, що поклали свої життя у російсько-українській війні.